# Jean-Pierre Beltoise
Pour les articles homonymes, voir Beltoise.
Jean-Pierre Beltoise, né le 26 avril 1937 à Boulogne-Billancourt et mort le 5 janvier 2015 à Dakar, Sénégal, est un pilote automobile français.
Il est le symbole du renouveau du sport automobile français avec 86 Grands Prix de Formule 1 courus et deux victoires : une en championnat du monde au Grand Prix automobile de Monaco 1972 sur British Racing Motors et une victoire hors-championnat lors de la World Championship Victory Race, la même année.
La seconde partie de sa carrière sera consacrée à la prévention et la formation aux risques routiers avec notamment l'ouverture de l'école de conduite sur circuit « Conduire juste ».

## Biographie
Après deux ans de service militaire en Algérie, Jean-Pierre Beltoise débute en sport mécanique en compétition de Vitesse moto et totalise alors onze titres de champion de France. Après la Formule 1 et les courses de Sport-prototypes, il se tourne en 1976 vers le Championnat de France de Production où il obtient deux titres nationaux.
Sa carrière motocycliste sur Jonghi (125 cm3) et Bultaco (125 et 250 cm3) est encouragée par la proximité de l'autodrome de Linas-Montlhéry de la résidence de ses grands-parents, à Orly.

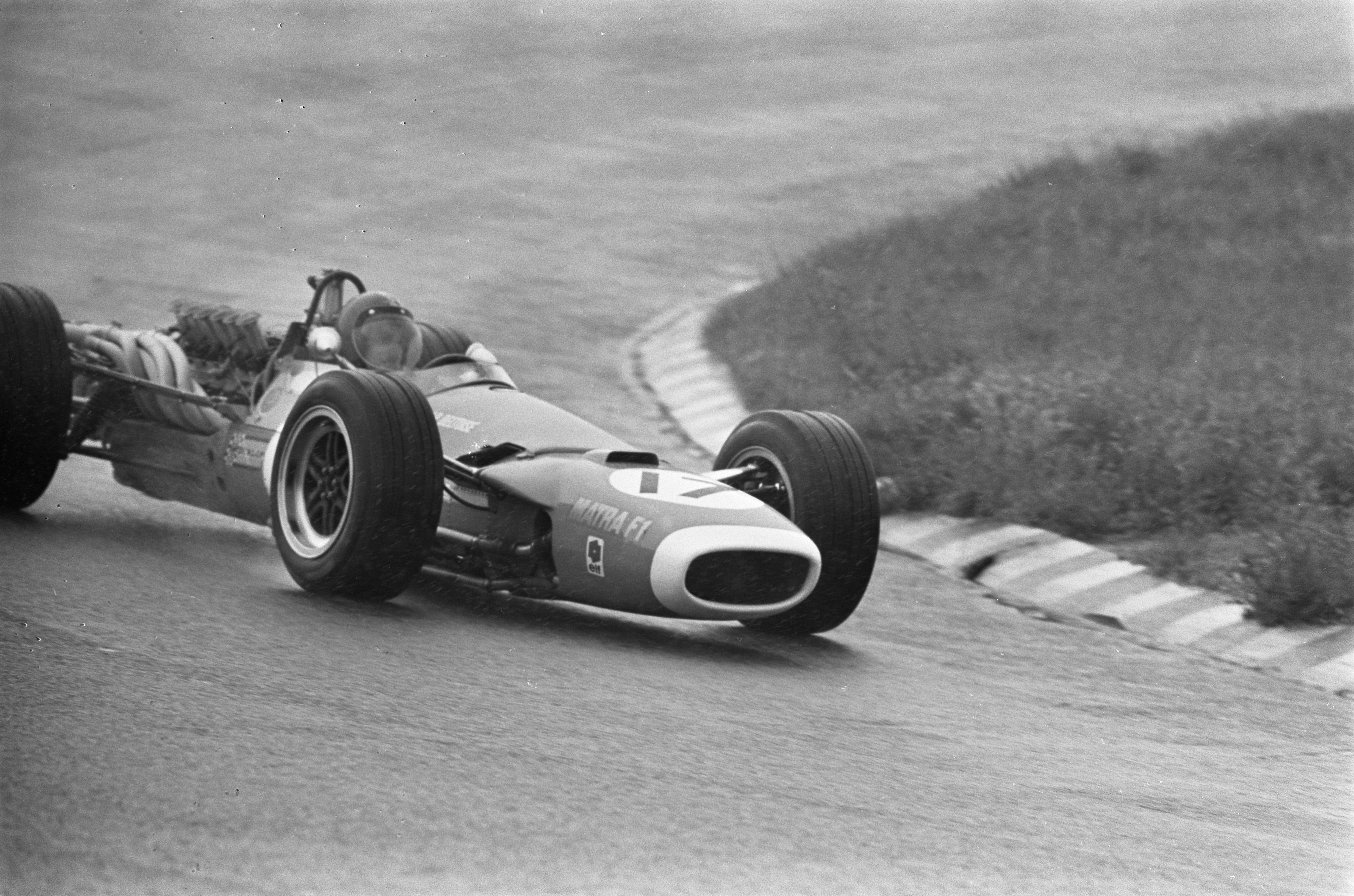
Beltoise sur Matra au Grand Prix automobile des Pays-Bas 1968.

Sa carrière automobile est lancée par René Bonnet en 1963-64 (aux côtés de Gérard Laureau et de Roland Charrière sur DB), et s'est poursuivie dès 1965 (après un bref intermède sur Porsche 906 aux 1 000 kilomètres du Nürburgring en 1966) chez Matra, en continuité jusqu'en 1972, puis en alternance avec BRM jusqu'en 1974, rejoignant alors Ligier (1975), Inaltera-Rondeau (1976-77), puis conduisant fréquemment sur BMW. Sa carrière faillit être définitivement compromise en 1964 aux 12 Heures de Reims sur DB. Il sera absent  des circuits pendant dix mois. Opéré par le professeur Robert Judet, il échappe à l'amputation de l'avant-bras gauche, mais son coude restera bloqué. En 1971, pendant les 1 000 kilomètres de Buenos Aires, alors qu'il traversait la piste en poussant sa Matra 660 en panne d'essence pour rejoindre son stand, Ignazio Giunti - qui tentait de doubler Mike Parkes - vint la heurter par l'arrière et la Ferrari de Giunti s'embrasa. Le pilote italien trouva la mort dans l'accident et Beltoise fut quelque temps inquiété par la justice argentine pour « homicide par imprudence ». À son retour en France, il est provisoirement suspendu par la FFSA, récupérant sa licence près de trois mois plus tard, après une délibération de la commission de discipline du 7 avril 1971.
En Formule 1, sa carrière s'est étalée sur neuf saisons entre 1966 et 1974 : il a obtenu huit podiums (dont une victoire à Monaco), trois deuxièmes places (Pays-Bas, France, Afrique du Sud), et quatre troisièmes (Espagne, Italie (2), Belgique) et totalisé 77 points.
Il a disputé à quatorze reprises les 24 Heures du Mans entre 1963 et 1979, pour DB (2), Matra (7), Ligier (2), et Rondeau (3), avec pour meilleur résultat une quatrième place en 1969 avec Piers Courage (sur Matra MS650).
En 1979, il crée la Noscar (Nouvelle Organisation spécialisée pour la course automobile), avec Philippe Gurdjian, dont l'objectif est d'apporter un soutien dans la promotion du sport automobile au sein du Championnat de France des Voitures de Production afin d'attirer en plus grand nombre de spectateurs, constructeurs, sponsors et pilotes.
Il apprécie les circuits réputés difficiles (Monaco, Nürburgring) et de courir sous la pluie : son coude gauche bloqué à 120° l'obligeant à choisir continuellement des trajectoires larges l'a obligé à adopter un style de conduite adéquat.

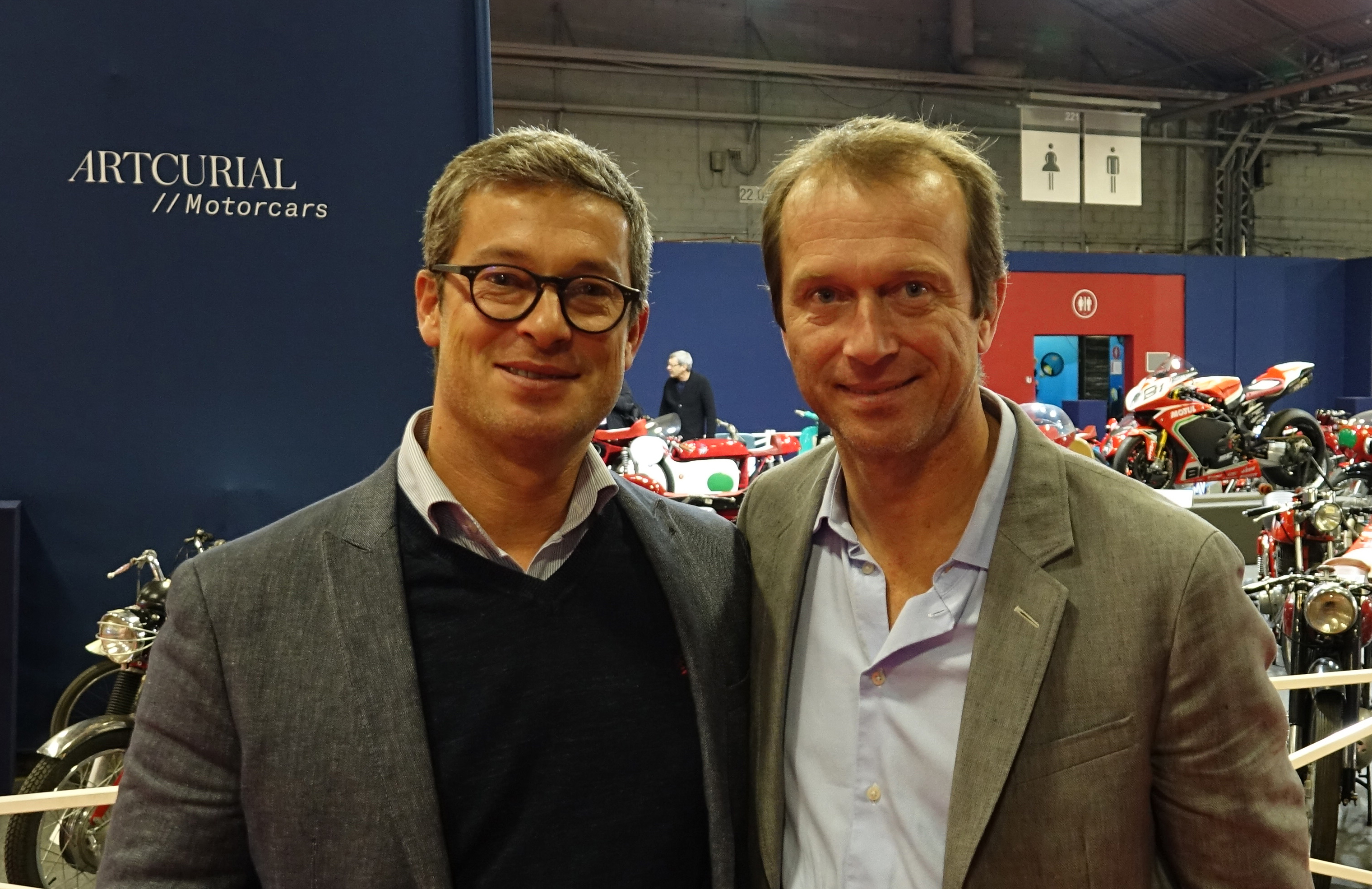
Julien et Anthony Beltoise en 2019

Sa première femme, Éliane, est morte dans un accident de voiture à Arcueil en avril 1966, lors des essais des 24 Heures du Mans 1966 où son mari testait sa Matra M620. D'un second mariage avec Jacqueline Cevert, sœur du pilote François Cevert,, il a deux fils devenus pilotes automobiles : Anthony et Julien. Il est également l'oncle de Vincent Beltoise, lui aussi pilote de motocross et de Formule Academy Euro Series.
Jean-Pierre Beltoise fait également partie régulièrement du team Vaillante dans la série de fiction Michel Vaillant.
Il meurt d'un double accident vasculaire cérébral à Dakar le 5 janvier 2015. Il est enterré à Saint-Vrain, dans l'Essonne, où il habitait depuis de nombreuses années. Le champion du monde écossais Jackie Stewart est présent à la cérémonie.

## Reconversion dans la sécurité routière
Après sa carrière sportive, il fonde l'école de conduite « Conduire juste », à Trappes, où sont dispensés des stages de conduite automobile et motocycliste sur circuit axés sur la prévention du risque routier, l'anticipation et l'économie de carburant. Il donne également des conférences sur ce thème.
En collaboration avec le Conseil général de la Charente-Maritime, il a pensé et souhaité le circuit de Haute Saintonge « pour l’éducation de tous à la « bonne conduite citoyenne » et pour « vivre » les loisirs mécaniques avec une approche moderne en phase avec les objectifs du Développement Durable ». Ce circuit est conçu dans un esprit de développement durable et a été inauguré le 15 juin 2009.
Jean-Pierre Beltoise était le président d'honneur de DCA, l'association de Défense des Citoyens Automobilistes.

## Résultats en championnat du monde de Formule 1
| Saison | Écurie                           | Châssis          | Moteur                            | Pneus     | GP disputés | Pole position | Victoire | Points inscrits | Classement |
| ------ | -------------------------------- | ---------------- | --------------------------------- | --------- | ----------- | ------------- | -------- | --------------- | ---------- |
| 1966   | Matra Sports                     | MS5              | Cosworth L4                       | Dunlop    | 1           | 0             | 0        | 0               | Nc         |
| 1967   | Matra Sports                     | MS7              | Cosworth L4                       | Dunlop    | 2           | 0             | 0        | 0               | Nc         |
| 1968   | Matra Sports Matra International | MS7 MS10 MS11    | Cosworth L4 Cosworth V8 Matra V12 | Dunlop    | 12          | 0             | 0        | 11              | 9e         |
| 1969   | Matra International              | MS10 MS80 MS84   | Cosworth V8                       | Dunlop    | 11          | 0             | 0        | 21              | 5e         |
| 1970   | Équipe Matra Elf                 | MS120            | Matra V12                         | Goodyear  | 13          | 0             | 0        | 16              | 9e         |
| 1971   | Équipe Matra Sports              | MS120B           | Matra V12                         | Goodyear  | 7           | 0             | 0        | 1               | 22e        |
| 1972   | Marlboro BRM                     | P160B P160C P180 | BRM V12                           | Firestone | 11          | 0             | 1        | 9               | 11e        |
| 1973   | Marlboro BRM                     | P160D P160E      | BRM V12                           | Firestone | 15          | 0             | 0        | 9               | 10e        |
| 1974   | Team Motul BRM                   | P160E P201       | BRM V12                           | Firestone | 14          | 0             | 0        | 10              | 13e        |
|        | Total                            |                  |                                   |           | 86          | 0             | 1        | 77              |            |

### Victoire en championnat du monde de Formule 1
| # | Année | Manche | Date        | Grand Prix | Circuit | Position de départ | Écurie       | Voiture |
| - | ----- | ------ | ----------- | ---------- | ------- | ------------------ | ------------ | ------- |
| 1 | 1972  | 4/12   | 14 mai 1972 | Monaco     | Monaco  | 4e                 | Marlboro BRM | P160B   |

## Résultats aux 24 heures du Mans
| Année | Équipe                     | Voiture                 | Équipiers           | Résultat |
| ----- | -------------------------- | ----------------------- | ------------------- | -------- |
| 1963  | Automobiles René Bonnet    | René Bonnet Aerojet LM6 | Claude Bobrowski    | 11e      |
| 1964  | Automobiles René Bonnet    | René Bonnet             | Gérard Laureau      | Abandon  |
| 1966  | Matra Sports SARL          | Matra M620              | Johnny Servoz-Gavin | Abandon  |
| 1967  | Equipe Matra Sports        | Matra MS630             | Johnny Servoz-Gavin | Abandon  |
| 1969  | Ecurie Matra Elf           | Matra MS650             | Piers Courage       | 4e       |
| 1970  | Equipe Matra Simca         | Matra Simca MS660       | Henri Pescarolo     | Abandon  |
| 1971  | Equipe Matra               | Matra Simca MS660       | Chris Amon          | Abandon  |
| 1972  | Equipe Matra Simca Shell   | Matra Simca MS670       | Chris Amon          | Abandon  |
| 1973  | Equipe Matra Simca Shell   | Matra Simca MS670B      | François Cevert     | Abandon  |
| 1974  | Equipe Gitanes             | Matra Simca MS680       | Jean-Pierre Jarier  | Abandon  |
| 1975  | Automobiles Ligier Gitanes | Ligier JS2              | Jean-Pierre Jarier  | Abandon  |
| 1976  | Inaltera                   | Inaltera GT             | Henri Pescarolo     | 8e       |
| 1977  | Inaltera                   | Inaltera GR6            | Al Holbert          | 13e      |
| 1979  | Jean Rondeau - ITT Oceanic | Rondeau M379            | Henri Pescarolo     | 10e      |

## Palmarès succinct

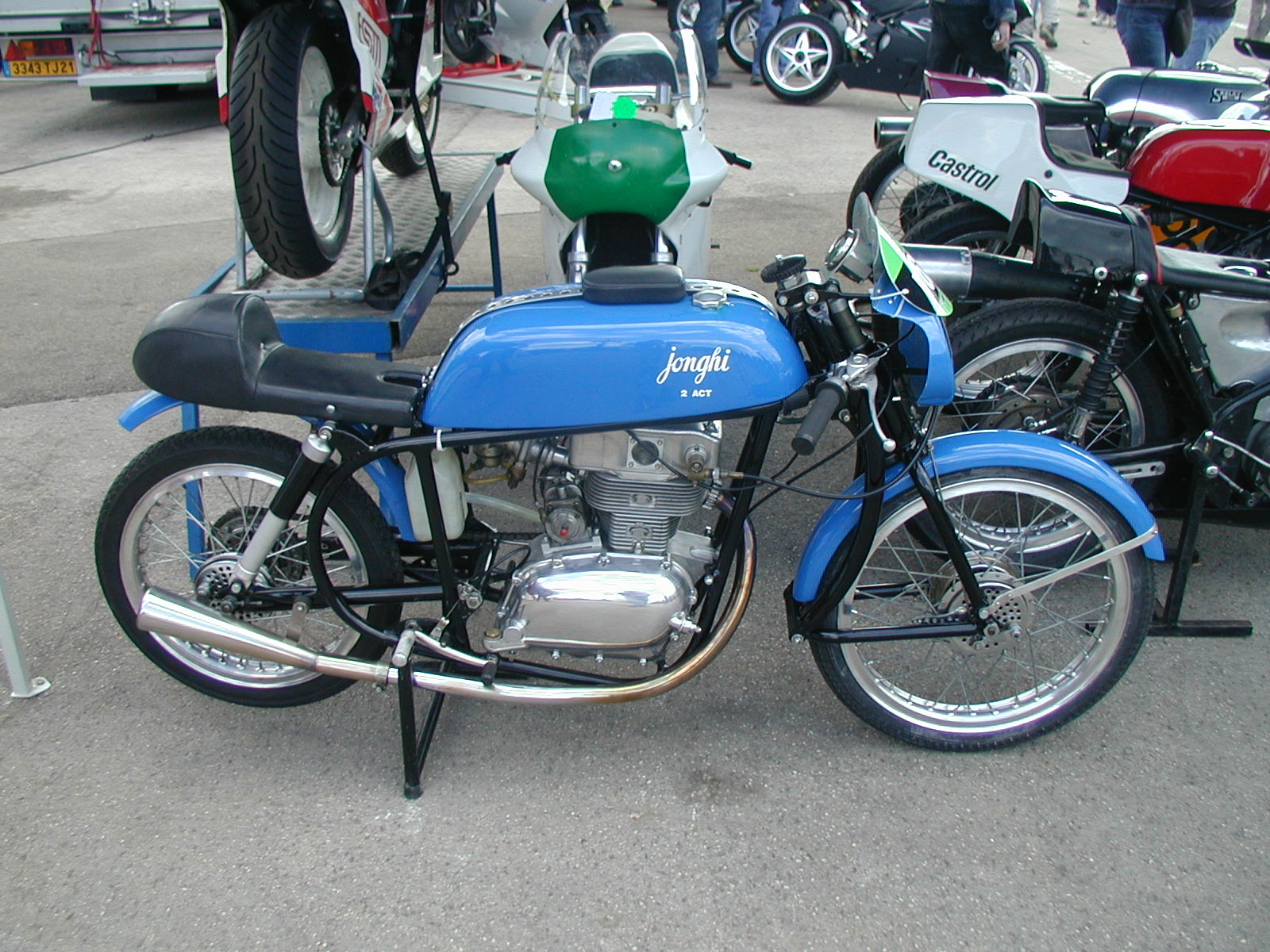
La Jonghi 125 ACT des débuts.

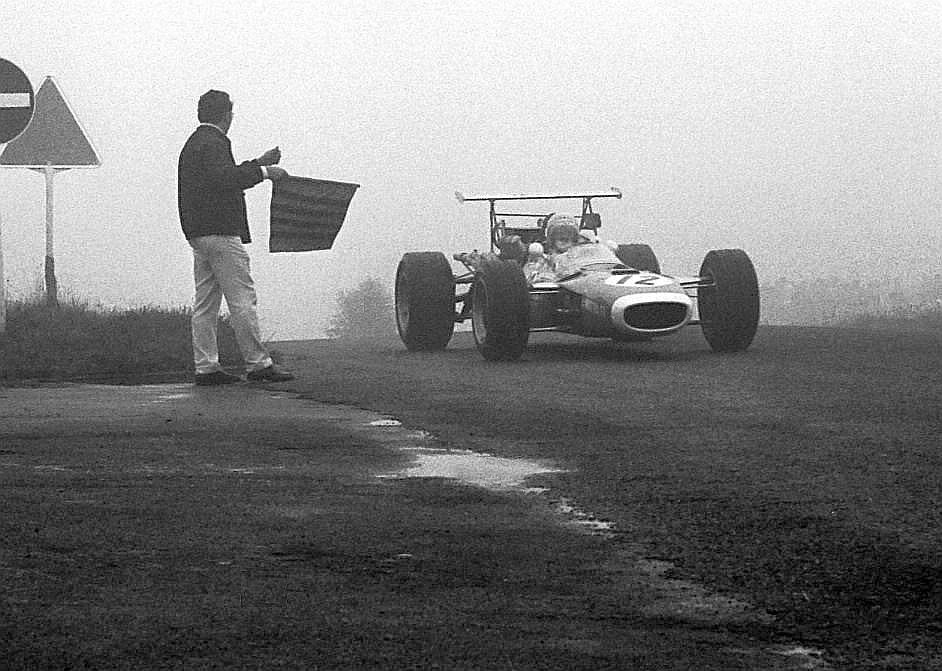
Jean-Pierre Beltoise sur Matra aux essais du GP du Nürburgring en 1968.

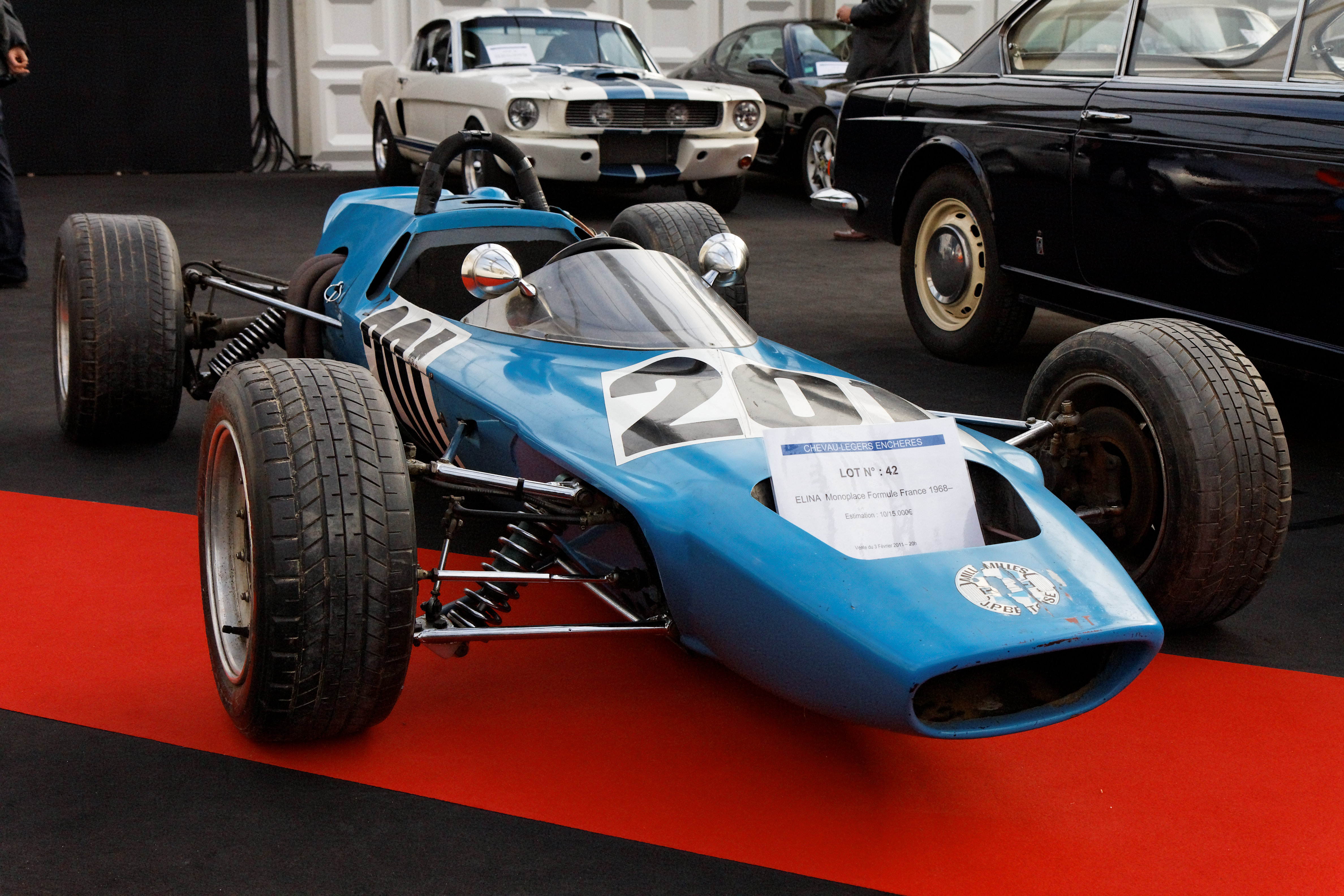
Monoplace Elina.

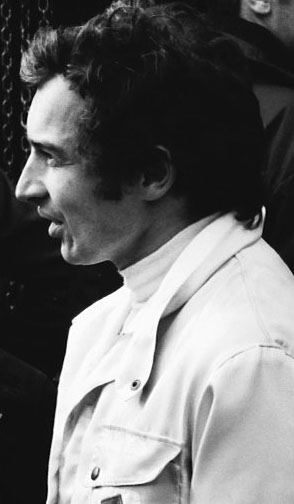
Beltoise au Nürburgring en 1969.

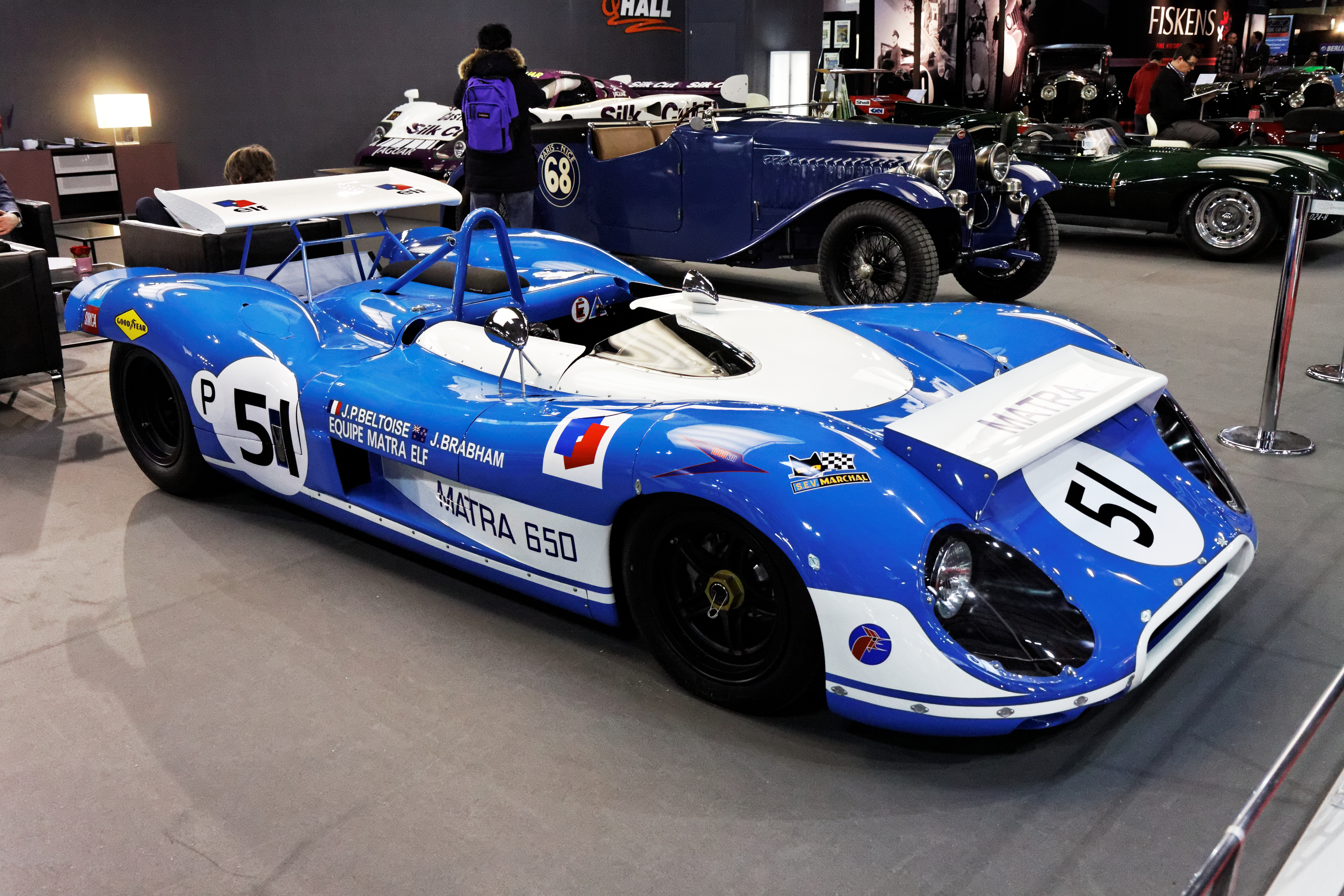
La Matra MS650 12e aux 1000 km de Brands Hatch 1970, entre les mains de Beltoise et Jack Brabham.

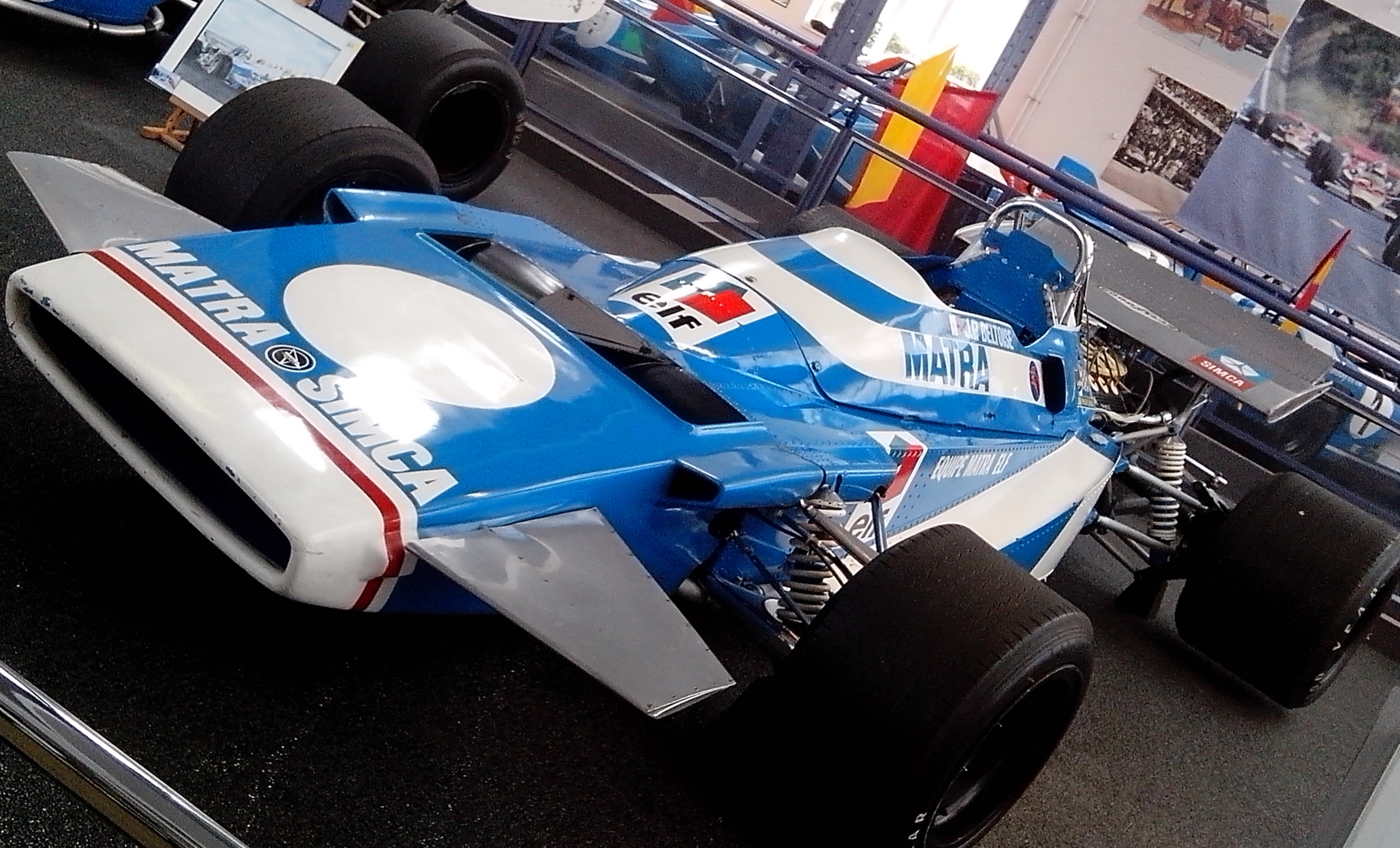
La F1 Matra MS120 de 1970 (3e en Belgique).

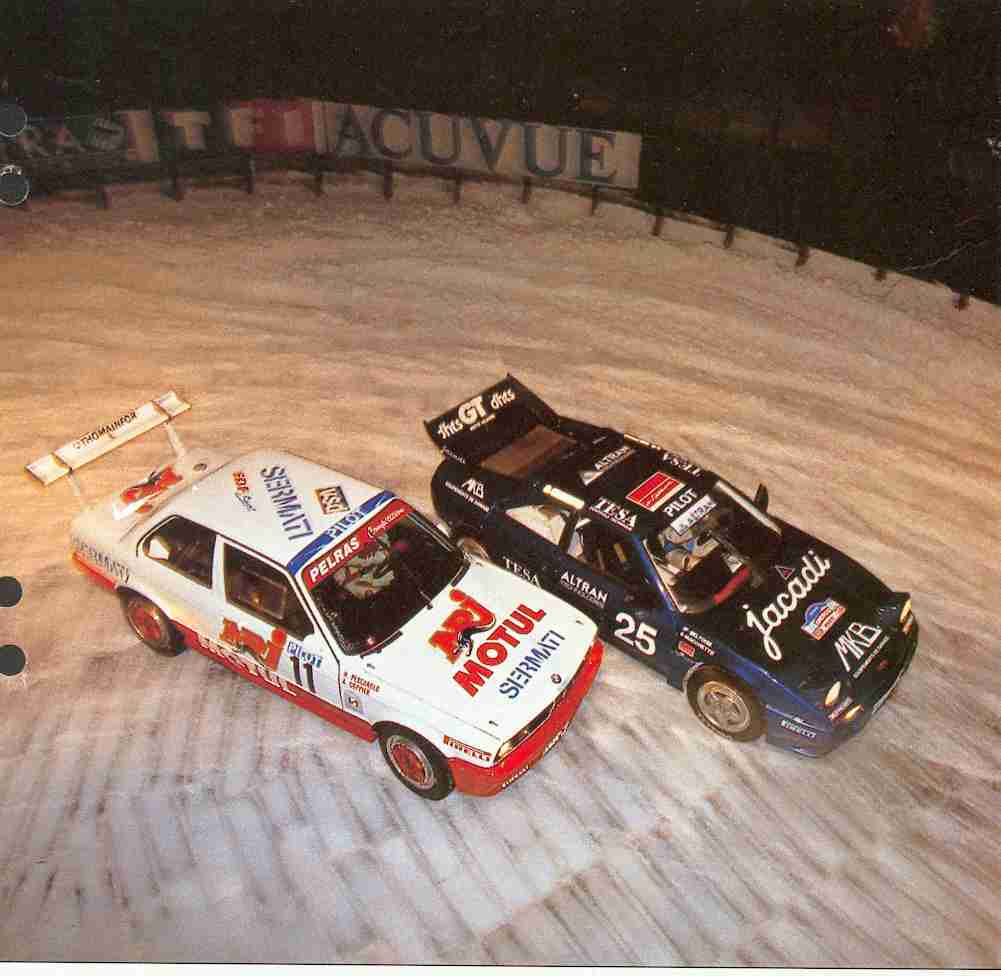
Alain Coppier devant Beltoise aux 24 Heures de Paris sur glace 1993.

- 1961-1964 :
 Onze titres de champion de France moto en quatre ans[13]
  - 1961 : 125  et   175 cm3
  - 1962 : 125, 175 et 250 cm3
  - 1963 : 125, 175 et 250 cm3
  - 1964 : 125, 250 et 500 cm3

3e du Grand Prix moto de France 1964 en 50 cm3.
premier français en 1962, 1963 et 1964 du GP de France, manche du championnat mondial, en 50 cm3 (1964), 125 cm3 (1963 et 1964), et 250 cm3 (1962).
(le tout sur Bultaco)
- 1963 :
  - vainqueur de l'Indice énergétique aux 24 Heures du Mans (René Bonnet DB)

- 1964 :
  - vainqueur en catégorie GT aux Coupes de Vitesse de Montlhéry (DB Djet)

- 1965 :
  - champion de France de Formule 3 (vainqueur à Reims et à Cognac)
  - course de côte de Chamrousse

- 1966 :
  - vainqueur du Grand Prix automobile de Monaco de Formule 3 et du Grand Prix d'Allemagne de Formule 2
  - champion de France F1-F2
  - course de côte du Mont-Dore

- 1967 :
  - vainqueur de la Temporada Argentine F3
  - champion de France F1-F2
  - course de côte du Mont-Dore
  - 3e du Trophée d'Europe de F2

- 1968 :
  - champion d'Europe de Formule 2 (trois victoires : IIe Deutschland Trophäe, IIe Gran Premio de Madrid, XVIe Grote Prijs van Zandvoort)
  - champion de France F1-F2 Matra-Cosworth
  - course de côte du Mont-Dore
  - 2e du Grand Prix de Hollande F1

- 1969 :
  - vainqueur du IIIe Deutschland Trophäe en F2
  - champion de France F1-F2
  - vainqueur des 1 000 kilomètres de Paris avec Henri Pescarolo, sur Matra 650/01
  - course de côte du Mont-Dore
  - course de côte de Chamrousse
  - 2e du Grand Prix automobile de France F1
  - 3e du Grand Prix d'Espagne F1
  - 3e du Grand Prix d'Italie F1
  - 4e des 24 Heures du Mans 1969
  - 5e du championnat du monde de F1

- 1970 :
  - vainqueur des 1 000 kilomètres de Buenos Aires avec Henri Pescarolo
  - vainqueur du Tour de France automobile, avec Patrick Depailler et Jean Todt (Matra Simca)
  - course de côte du Mont-Dore
  - course de côte de Urcy
  - 3e du Grand Prix de Belgique F1
  - 3e du Grand Prix d'Italie F1
  - 4e des 1 000 kilomètres de Paris
  - 5e des 1 000 kilomètres de Monza (vainqueur de la catégorie 3 L)

- 1972 :
  - vainqueur du Grand Prix automobile de Monaco et de la Victory Race à Brands Hatch
  - vainqueur des 1 000 kilomètres de Paris avec Gérard Larrousse sur le circuit de Rouen
  - vainqueur du Grand Prix de Nogaro sur Chevron B19/21
  - vainqueur du John Player Challenge Trophy sur BRM P180 (World Championship Victory Race)
  - 2e de l'International Trophy

- 1973:
  - vainqueur du Test du Mans avec Gérard Larrousse sur Matra MS670B
  - 2e des 1 000 kilomètres de Zelweg
  - 3e des 1 000 kilomètres de Dijon

- 1974 :
  - vainqueur des 6 Heures de Watkins Glen avec Jean-Pierre Jarier, sur Matra Simca MS670C
  - vainqueur des 1 000 kilomètres du Castellet avec Jean-Pierre Jarier sur Matra Simca MS670C
  - vainqueur des 1 000 kilomètres du Nürburgring avec Jean-Pierre Jarier sur Matra Simca MS670
  - vainqueur des 1 000 kilomètres de Brands Hatch avec Jean-Pierre Jarier sur Matra Simca MS670 (qui remporte cette année-là -comme en 1973- le Championnat du monde des voitures de sport de la saison 1974 en gagnant neuf des dix courses du programme avec également Ickx, Pescarolo et Larrousse)
  - 2e du Grand Prix d'Afrique du Sud (sur BRM)
  - 2e des 6 heures de Kyalami (avec Jarier)
  - 3e des 1 000 kilomètres de Zelweg (avec Jarier)
  - 3e du test du Mans (avec Jarier)
  - 4e des 1 000 kilomètres d'Imola (avec Jarier)

- 1975 :
  - vainqueur du Tour auto de la Réunion, avec Pierre Aujoulet (Alpine-Renault A110 1800)

- 1976 :
  - Champion de France de Production sur BMW 3.0 CSi L6
  - victoires à Charade, Nogaro course 2 et Albi-Séquestre[14]
  - vainqueur de catégorie GTP aux 24 Heures du Mans, avec Henri Pescarolo (Inaltera LM - 8e au général)

- 1977 :
  - Champion de France de Production sur BMW 530i US L6 (team Sport Garage G. Benoit/Total)
  - victoires à Castellet, Albi-Séquestre, Nogaro, Montlhéry, Pau et Folembray[15]

- 1978 :
  - vice-champion de France de Rallycross (<1.6L., sur VW Golf GTi)
  - victoire à Lunéville[16]

- 1979 :
  - Champion de France de Rallycross, sur Alpine A310 V6 Politechnic[17]
  - victoires à Muret course 1, Marville, Lunéville-Chenevières, Condat le Lardin, Solgne-Juville, Lohéac et Muret course 2[18]
  - vainqueur de catégorie S+2.0 aux 24 Heures du Mans, avec Jean Rondeau (Rondeau M379 - 5e au général)

Il poursuit sa carrière en championnat de Production durant les années 1980, d'abord sur Peugeot 505 2.2 puis turbo préparées par Danielson, et avec GCAP Sports en fin de carrière, pour un total de huit victoires : Montlhéry 1982, La Châtre et AvD Grosser Preis von Deutschland d'Hockenheim 1983, Montlhéry et Rouen-Les-Essarts 1984, Montlhéry et Le Castellet (Grand Prix de France) 1986, Nogaro 1987 et jusqu'à ses deux deuxièmes places obtenues encore en 1988, à 51 ans.

## Ouvrages

### En tant qu'auteur
- Jean-Pierre Beltoise, Défense de Mourir, éd. Raoul Solar, 1968 (rééd. 1972),
- Jean-Pierre Beltoise, Mon album photo, éd. L'Autodrome, 2011, 128 p.

### En coopération avec d'autres
- Christian Lacombe (préface de Jean-Pierre Beltoise), La Moto, 1971, éd. Planète,
- Jean Pierre Beltoise, Bénédicte Boudassou, Le sport automobile - L'histoire et la pratique des différentes disciplines, éd. EPA, 2000 (ISBN 978-2851205285).

### Livres et magazines
- Johnny Rives, Beltoise, le roman d'un champion, éd. du Palmier, 1973, rééd. 2012,
- Auto hebdo Hors-Série no 2, L'épopée Beltoise, février 2015, 132 pages (avec DVD Il était une fois Jean-Pierre Beltoise, 52 minutes),
- Johnny Rives, Beltoise, comme un frère, éd. du Palmier, 2016 (ISBN 978-2-9104-3450-2).

### Chronique (site internet)
- Johnny Rives, « Il y a cinq ans, Jean-Pierre Beltoise… hommage à Jean-Pierre Beltoise en 7 épisodes », sur classiccourses.fr, 18 décembre 2019 (consulté le 10 juillet 2020).

### Vidéos (INA)
- ORTF, « Pilote de course », Les coulisses de l'exploit, Ina, 19 octobre 1966.
- « Jean-Pierre Beltoise remporte le Grand Prix de Monaco » [vidéo], sur ina.fr, ORTF, 14 mai 1972 (consulté le 10 juillet 2020)